# سباق الطريق في بطولة العالم لسباق الدراجات على الطريق 2018
سباق الطريق في بطولة العالم لسباق الدراجات على الطريق 2018 (بالإنجليزية: 2018 UCI Road World Championships – Men's road race)‏ هو سباق دراجات هوائية، وهو الموسم رقم 85 من السباق، وأقيم في 30 سبتمبر 2018، وامتدّ لمسافة 252.9 كيلومتر، وهو أحد سباقات بطولة العالم لسباق الدراجات على الطريق 2018، وهو من نوع سباق الدراجات، وقد شارك في السباق 188 متسابقاً ووصل إلى نهايته 76 متسابقاً.
فاز فيه بالمركز الأول أليخاندرو بالبيردي، وبالمركز الثاني رومان بارديه، وبالمركز الثالث مايكل وودز.

## التصنيف العام النهائي
| \| التصنيف العام \| التصنيف العام \| التصنيف العام \| التصنيف العام \| التصنيف العام \| \| العداء \| العداء \| الفريق \| الوقت \| \| \| ------------- \| ------------------ \| ---------------------------------------------------- \| ------------- \| ------------- \| \| 1 \| أليخاندرو بالبيردي \| 2018 فريق إسبانيا لركوب الدراجات للرجال [لغات أخرى]‏ \| 6 س 46 د 41 ث \| \| \| 2 \| رومان بارديه \| فريق فرنسا لركوب الدراجات للرجال 2018 [لغات أخرى]‏ \| + 0 ث \| \| \| 3 \| مايكل وودز \| فريق كندا لركوب الدراجات للرجال 2018‏ \| + 0 ث \| \| \| 4 \| توم دومولين \| 2018 فريق هولندا لركوب الدراجات [لغات أخرى]‏ \| + 0 ث \| \| \| 5 \| جياني موسكون \| فريق إيطاليا لركوب الدراجات للرجال 2018 [الإنجليزية]‏ \| + 13 ث \| \| \| 6 \| رومان كريوزيجير \| فريق التشيك لركوب الدراجات للرجال‏ \| + 43 ث \| \| \| 7 \| مايكل فالغرين \| فريق الدنمارك لركوب الدراجات للرجال 2018 [لغات أخرى]‏ \| + 43 ث \| \| \| 8 \| جوليان ألافيليب \| فريق فرنسا لركوب الدراجات للرجال 2018 [لغات أخرى]‏ \| + 43 ث \| \| \| 9 \| تيبو بينو \| فريق فرنسا لركوب الدراجات للرجال 2018 [لغات أخرى]‏ \| + 43 ث \| \| \| 10 \| روي كوستا \| فريق البرتغال لركوب الدراجات للرجال [لغات أخرى]‏ \| + 43 ث \| \| |                    |                                           |               |  |
| |                    |                                           |               |  |
| مصدر: ProCyclingStats |                    |                                           |               |  |
| التصنيف العام |                    |                                           |               |  |
| العداء | العداء             | الفريق                                    | الوقت         |  |
| 1 | أليخاندرو بالبيردي | 2018 فريق إسبانيا لركوب الدراجات للرجال ‏  | 6 س 46 د 41 ث |  |
| 2 | رومان بارديه       | فريق فرنسا لركوب الدراجات للرجال 2018 ‏    | + 0 ث         |  |
| 3 | مايكل وودز         | فريق كندا لركوب الدراجات للرجال 2018‏      | + 0 ث         |  |
| 4 | توم دومولين        | 2018 فريق هولندا لركوب الدراجات ‏          | + 0 ث         |  |
| 5 | جياني موسكون       | فريق إيطاليا لركوب الدراجات للرجال 2018 ‏  | + 13 ث        |  |
| 6 | رومان كريوزيجير    | فريق التشيك لركوب الدراجات للرجال‏         | + 43 ث        |  |
| 7 | مايكل فالغرين      | فريق الدنمارك لركوب الدراجات للرجال 2018 ‏ | + 43 ث        |  |
| 8 | جوليان ألافيليب    | فريق فرنسا لركوب الدراجات للرجال 2018 ‏    | + 43 ث        |  |
| 9 | تيبو بينو          | فريق فرنسا لركوب الدراجات للرجال 2018 ‏    | + 43 ث        |  |
| 10 | روي كوستا          | فريق البرتغال لركوب الدراجات للرجال ‏      | + 43 ث        |  |

## وصلات خارجية
- الموقع الرسمي
- لمحة عن سباق سباق الطريق في بطولة العالم لسباق الدراجات على الطريق 2018 على موقع  ProCyclingStats   (برو  سايكلنج  ستاتس) - إحصاءات  محترفي  الدراجات.
- سباق الطريق في بطولة العالم لسباق الدراجات على الطريق 2018 على موقع إحصائيات الدراجات الإحترافية (الإنجليزية)